# Pigi
PIGI（ピジ）は、ETC AUDIOVISUEL社が開発したフィルム映像投影機のことである。フランス語 Projecteur des Images Geantes Informatise（コンピュータにより制御される大型映像投影機）のそれぞれの単語の頭の文字を取って製品名としている。

## 特徴
PIGIの最大の特徴は、6〜7KWの高出力キセノンランプを光源に用いたことによる投影映像である。それにより 通常1台のPIGIで幅20m（PIGIの投影サイズは正方形のため、20m×20m）の巨大映像を投影することを可能としている。明るさは60000ルーメンといまだなお最高出力の映像投影機である。フィルムは現在の制作方法では１台あたり2400ピクセル×2400ピクセルの表現が可能であり、シームレスに連続して繋いでいくマルチ映写も可能である。
もう一つの特徴としては、コンピュータにより位置を正確に制御できる、フィルム機構にある。ロール状に巻いたフィルムを2本前後に装填してスクロールさせることができ、動画的な映像効果を作り出すことを可能にしている。また、DDRAというタイプは2本のロールフィルムを装填したスクロール部を正確に回転制御することができる。これにより、投影した映像を縦方向や斜め方向にスクロールさせることができ、またスクロールさせながら回転させたり、スクロールをストップさせた状態で映像を回転させることもでき、映像の効果の幅をさらに広げている。

## 運用
既にフランスETC社では新規の製造販売はしていないが、フランスETCでは約60台のレンタルPIGIが存在し、日本では11台のPIGIがETC PIGI JAPON（ウーテーセー・ピジ・ジャポン）によりレンタル運用され、いまだ尚、大型映像の機材として認知され、コンサートやイベント等で活躍している。